# NGC 1248
NGC 1248 est une galaxie lenticulaire située dans la constellation de l'Éridan. Elle a été découverte par l'astronome germano-britannique William Herschel en 1785.

## Caractéristiques
Sa vitesse par rapport au fond diffus cosmologique est de 2 039 ± 13 km/s, ce qui correspond à une distance de Hubble de 30,1 ± 2,1 Mpc (∼98,2 millions d'al).

## Groupe de NGC 1222
La galaxie NGC 1248 fait partie du groupe de NGC 1222 qui compte au moins 6 galaxies. Les quatre autres galaxies du groupe sont MCG -1-9-13, MCG -1-9-21, MCG -1-9-24 et MK 604.